# Jeanne Chézard de Matel
 (mai 2018).
Si vous disposez d'ouvrages ou d'articles de référence ou si vous connaissez des sites web de qualité traitant du thème abordé ici, merci de compléter l'article en donnant les références utiles à sa vérifiabilité et en les liant à la section « Notes et références ».
La vénérable Jeanne Chézard de Matel, née le 6 novembre 1596 au château de Matel, près de Roanne (Loire) et décédée le 11 septembre 1670 à Paris, est une religieuse française. Elle est la fondatrice de l'ordre du Verbe incarné.

## Biographie
Elle naît dans une famille aristocratique de Roanne, son père étant gentilhomme ordinaire de la Chambre du roi et capitaine d'une compagnie de chevau-légers. Il meurt jeune et l'éducation pieuse de la fillette est confiée à sa mère dont les autres enfants meurent en bas âge. Jeanne Chézard de Matel éprouve tôt le désir de devenir religieuse, malgré l'opposition de sa famille. Le fameux père Coton, s.j., est son directeur spirituel à l'époque. 
Elle fonde en 1625 avec sa fortune personnelle une maison d'éducation pour les jeunes filles avec un couvent donné à une nouvelle communauté, dite des « Filles de l'Agneau-Jésus ». La communauté déménage à Lyon en 1628, puis va rapidement s'étendre en France, notamment dans le Midi et prendre le nom d'ordre du Verbe incarné. Les particularités de cet ordre sont l'autonomie de ses monastères et son régime non centralisé.
Jeanne Chézard de Matel s'installe dans son couvent de Paris, après bien des difficultés, et y prononce ses vœux. C'est une grande mystique du XVIIe siècle français qui écrit son autobiographie à la demande de son directeur spirituel et connaît plusieurs extases. Elle a été portraiturée par Philippe de Champaigne. 
Le pape Jean-Paul II a reconnu l'héroïcité de ses vertus le 7 mars 1992. Elle fut donc déclarée « vénérable » par l'Église catholique.
Aujourd'hui l'ordre est installé aux États-Unis. D'autres congrégations sont issues de cette famille, comme les Religieuses du Verbe incarné et les Sœurs de la charité du Verbe incarné.

## Source
- (it) Cet article est partiellement ou en totalité issu de l’article de Wikipédia en italien intitulé « Jeanne Chézard de Matel » (voir la liste des auteurs).